# Бережанка (Луцький район)
Бережа́нка (до 1946 року — Бископичі) — село в Україні, у Луцькому районі Волинської області. Входить до складу Городищенської сільської громади. Населення становить 548 осіб.

## Історія
Письмова згадка про село у зв'язку з люстрацією Волинських земель відноситься до 1545 року.
До 27 квітня 2017 року — адміністративний центр Бережанківської сільської ради Горохівського району Волинської області.
19 липня 2020 року в результаті адміністративно-територіальної реформи та ліквідації Горохівського району село увійшло до складу новоутвореного Луцького району.

## Населення
Згідно з переписом УРСР 1989 року чисельність наявного населення села становила 582 особи, з яких 255 чоловіків та 327 жінок.
За переписом населення України 2001 року в селі мешкало 546 осіб.

### Мова
Розподіл населення за рідною мовою за даними перепису 2001 року:
| Мова       | Відсоток |
| ---------- | -------- |
| українська | 99,64 %  |
| російська  | 0,36 %   |